# 뉴스비트
뉴스비트(Newsbeat)는 BBC의 라디오 채널 BBC 라디오 1에서 방송하는 뉴스 프로그램이다.
영국의 공영방송 채널은 뉴스를 보도해야할 의무가 있으므로 BBC 라디오 1에서도 뉴스를 편성하는데, 다른 뉴스와 달리 배경음악을 일렉트로니카 비트로 넣고 해당 아나운서가 비트에 맞춰서 헤드라인과 스포츠, 날씨 등을 전달하는 특징이 있다.
뉴스비트는 매시 55분에 편성되며 방송시간은 5분이다. 단, GMT 12:45, 17:45에는 15분으로 편성된다.